# Joachim Bakken Lien
Joachim Bakken Lien (5 febbraio 1997) è uno sciatore alpino norvegese.

## Biografia
Attivo in gare FIS dal febbraio del 2014, Lien gareggia prevalentemente in Nor-Am Cup, dove ha esordito il 13 dicembre 2018 a Panorama in slalom speciale (21º) e ha colto il primo podio il giorno successivo nelle medesime località e specialità (3º). È inattivo dal febbraio del 2022; non ha debuttato in Coppa del Mondo e non ha preso parte a rassegne olimpiche o iridate.

## Palmarès

### Coppa Europa
- Miglior piazzamento in classifica generale: 191º nel 2021

### Nor-Am Cup
- Miglior piazzamento in classifica generale: 21º nel 2019
- 1 podio:
  - 1 terzo posto